# بالاترین در اتاق
بالاترین در اتاق (انگلیسی: Highest in the Room) نام تک آهنگی از رپر آمریکایی تراویس اسکات است که در ۴ اکتبر ۲۰۱۹ منتشر شد. این تک آهنگ در فرمت های مختلف از جمله نوار کاست و سی‌دی تک‌آهنگ نیز منتشر شد. در هفته اول انتشار این تک آهنگ در رده اول ۱۰۰ تک‌آهنگ داغ بیلبورد قرار گرفت و مقام دومین تک آهنگ تراویس اسکات را بر عهده گرفت که در آمریکا در صدر جداول قرار می گیرد. ریمیکس این آهنگ به همراه رزالیا و لیل بیبی در ۲۷ دسامبر ۲۰۱۹ منتشر شد.